# Geoffrey Burgon
Pour les articles homonymes, voir Burgon.
Œuvres principales
- Quatuor à cordes
- Concerto pour piano
- Requiem
- Hard Times, opéra
...
Geoffrey Alan Burgon, né le 15 juillet 1941 à Hambledon (Hampshire) et mort le 21 septembre 2010 à Londres, est un compositeur anglais.

## Biographie
En 1960, Geoffrey Burgon intègre la Guildhall School of Music and Drama (Londres), envisageant alors de devenir trompettiste ; il s'oriente finalement vers la composition, se formant avec Peter Wishart (en). Après avoir quitté cette école, il parfait son apprentissage de la composition à titre privé auprès de Lennox Berkeley.
Ses compositions classiques sont notamment influencées par Benjamin Britten et la musique médiévale. Parmi elles figurent de la musique de chambre (dont un quatuor à cordes), des concertos (dont un pour piano), des ballets et de la musique vocale (dont des pièces chorales, incluant un requiem, et un opéra).
On lui doit aussi les musiques de quatre films britanniques, dont Monty Python : La Vie de Brian de Terry Jones (1979) et Robin des Bois de John Irvin (en coproduction, 1991).
Il compose également pour la télévision britannique, contribuant à sept téléfilms (1974-2000) et vingt séries (1974-2004), dont Doctor Who (deux épisodes, 1975-1976) et la mini-série Retour au château (1981).

## Compositions (sélection)

### Pièces pour instrument solo
- 1965 : Fun in the Insect World pour piano
- 1969 : Beginnings pour harpe
- 1974 : Three Nocturnes pour harpe
- 1980 : Six Studies pour violoncelle
- 1998 : Waiting, 9 pièces faciles pour piano

### Musique de chambre
- 1965 : Five Studies pour quatuor de cuivres
- 1968 : Trio pour 2 trompettes et trombone
- 1969 : Fanfares and Variants pour 2 trompettes et 2 trombones
- 1972 : Lullaby and Aubade pour trompette et piano
- 1973 : Gloria pour flûte piccolo, hautbois, clarinette, cor, violoncelle et piano
- 1975 : Goldberg's Dream (Running Figures), ballet pour ensemble de chambre
- 1977 : Four Guitars pour 4 guitares ; Four Horns pour 4 cors
- 1984 : Little Missenden Variation pour cor anglais, clarinette, basson et cor
- 1998 : The Wanderer pour clarinette et quatuor à cordes
- 1999 : Quatuor à cordes
- 2009 : Minterne Dances pour flûte, clarinette, quatuor à cordes et harpe

### Musique pour orchestre

#### Concertos
- 1963 : Concerto pour orchestre à cordes
- 1993 : The Turning World, concerto pour trompette, orchestre à cordes et percussion
- 1996 : City Adventures, concerto pour percussion
- 1997 : Concerto pour piano
- 2007 : Concerto pour violoncelle et orchestre de chambre
- 2008 : Ghosts of the Dance, concerto pour alto
- 2009 : On the Street, concerto pour saxophone alto et orchestre à vent

#### Autres œuvres
- 1964 : The Golden Fish, ballet (avec narrateur facultatif)
- 1968 : Gending
- 1970 : Alleluia Nativitas
- 1973 : Cantus Alleluia
- 1982 : Brideshead Variations
- 1988 : The Trial of Prometheus, ballet

### Musique vocale
- 1964 : Cantata on Mediaeval Latin Texts pour contre-ténor, flûte, hautbois et basson ; Three Elegies pour chœurs a cappella ; Divertimento pour quatuor de cuivres
- 1965 : Acquainted with Night pour contre-ténor, harpe, timbales et cordes ; Short Mass (messe brève) pour chœurs a cappella
- 1966 : Hymn to Venus pour mezzo-soprano et piano ; Farewell Earth's Bliss pour 6 voix solo ; Now Welcome Summer pour chœur à l'unisson et piano
- 1967 : Five Sonnets of John Donne pour soprano, mezzo-soprano, flûte, hautbois, clarinette, cor, piano, violoncelle et timbale ; Three Carols pour chœurs a cappella
- 1969 : Think on Dredful Domesday pour soprano, chœurs et orchestre (sans violons)
- 1970 : Joan of Arc, drame pour 3 sopranos, ténor, baryton, narrateur, flûte, violoncelle, harpe et percussion ; Songs of Mary pour mezzo-soprano, alto et piano ; Five Alleluias pour 6 voix solo ; Golden Eternity pour chœurs, harpe et piano
- 1971 : At the Round Earth’s Imagined Corners pour soprano, trompette (facultative) et orgue ; Worldës Blissë pour contre-ténor et hautbois ; Threnody pour ténor, piano et clavecin amplifié
- 1972 : This Endris Night pour ténor, chœur de femmes, ensemble de cuivres et timbales ; A Prayer to the Trinity pour chœurs a cappella
- 1973 : Sleep pour cinq voix solo ; Dira vi amores terror pour contre-ténor solo ; The Fire of Heaven, pour trois chœurs a cappella
- 1974 : The Calm, ballet pour contre-ténor, 2 trompettes, harpe, 2 violons et bande magnétique ; The Fall of Lucifer, drame pour solistes, chœurs et 5 instruments
- 1975 : Canciones de Alma pour 2 contre-ténors (ou mezzo-soprano) et 13 instruments à cordes ; Dos Coros pour 12 voix solo
- 1976 : Requiem pour soprano, contre-ténor (ou mezzo-soprano), ténor, chœurs et orchestre
- 1980 : Laudate Dominum pour chœurs et orgue
- 1981 : Hymn to St. Thomas of Hereford pour chœurs et orchestre
- 1982 : Orpheus pour soprano, ténor, basse, chœur d'hommes et orchestre
- 1983 : The World Again pour soprano et orchestre ; But Have Been Found Again pour chœurs a cappella
- 1984 : Mass (messe), ballet pour chœurs, 4 trombones et percussion
- 1986 : Title Divine pour soprano et orchestre ; Lunar Beauty pour contre-ténor et luth (ou guitare)
- 1987 : The Song of the Creatures pour chœurs et orgue
- 1988 : Nearing the Upper Air pour contre-ténor, 2 flûtes à bec, violoncelle et clavecin
- 1989 : Songs of the Creation pour chœurs et orgue
- 1991 : Hard Times, opéra ; A Vision pour ténor et orchestre à cordes
- 2002 : Te Deum pour chœurs et orgue ; Alleluia Psallat pour chœurs et orchestre
- 2003 : Three Mysteries pour chœurs et orchestre de chambre
- 2005 : Becket Mass (messe dédiée à Becket) pour chœurs et orgue
- 2006 : The Road of Love pour soprano et quatuor à cordes
- 2008 : Adam lay Ybounden pour chœurs a cappella

### Musique pour l'écran

#### Musique de film
- 1979 : Monty Python : La Vie de Brian (Monty Python's Life of Brian) de Terry Jones
- 1980 : Les Chiens de guerre (The Dogs of War) de John Irvin
- 1991 : Robin des Bois (Robin Hood) de John Irvin

#### Musique pour la télévision
- 1975-1976 : Doctor Who, série (épisodes La Terreur des Zygons et The Seeds of Doom)
- 1981 : Retour au château, mini-série
- 1996 : Affaires non classées, série (saison 1, 4 épisodes, générique de début)
- 2002-2003 : La Dynastie des Forsyte, série (saison 1, 6 épisodes ; saison 2, 4 épisodes)

## Distinctions (sélection)
- Deux Ivor Novello Awards gagnés :
  - En 1980, pour Nunc dimittis (musique du générique de fin de la mini-série Tinker Tailor Soldier Spy (en)) ;
  - Et en 1982, pour la musique de la mini-série Retour au château.
- Deux British Academy Television Craft Awards gagnés :
  - En 2001, pour la musique de la mini-série Longitude (en) ;
  - Et en 2003, pour la musique (10 épisodes) de la série La Dynastie des Forsyte.